# Institution des invalides de la Légion étrangère
 (novembre 2024).
Si vous disposez d'ouvrages ou d'articles de référence ou si vous connaissez des sites web de qualité traitant du thème abordé ici, merci de compléter l'article en donnant les références utiles à sa vérifiabilité et en les liant à la section « Notes et références ».

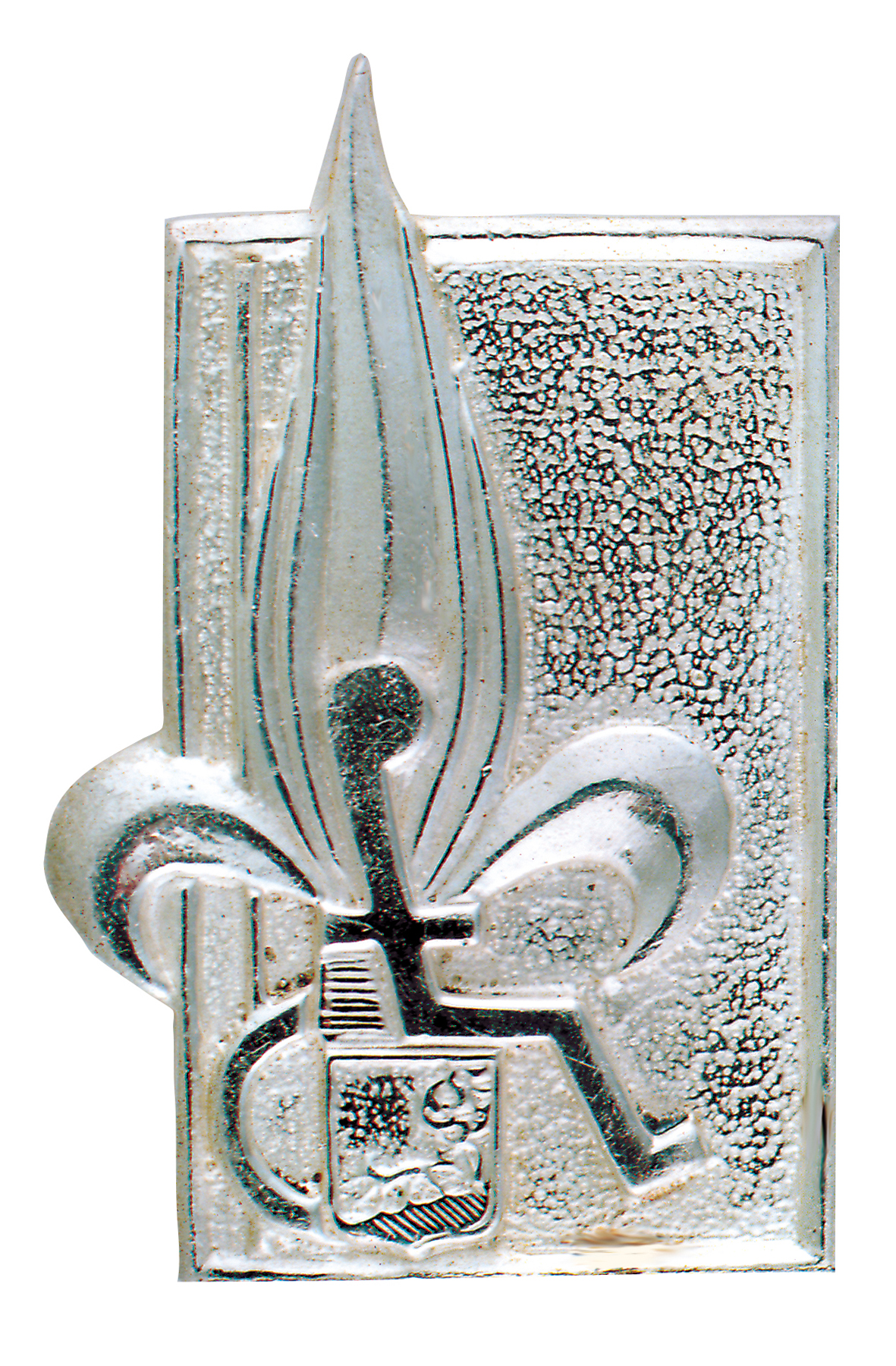
Insigne de l'IILE.

L’institution des Invalides de la Légion étrangère (IILE) est un domaine ayant pour vocation d'accueillir les anciens légionnaires, valides ou invalides qui n'ont pas d'autres possibilité.

## Description
Le domaine, appelé "domaine Capitaine Danjou", du nom de l'officier qui commandait le détachement de Légion qui s'illustra à Camerone, s'étend sur une surface de 200 ha.
Le domaine comprend un vignoble de 40 ha et une oliveraie de 8 ha.
En plus du château, le domaine comprend un bâtiment hôtel (l'hémicycle), financé en partie par une journée de solde de l'ensemble des légionnaires dans les années 1950 ainsi que des ateliers d'artisanat (reliure, céramique), des vignes, une zone d'élevage et une boutique. L'atelier de céramique produit des souvenirs sur la base annuelle d'environ 20 T de terre de limoge et 10 m2 de pierre de Volvic.

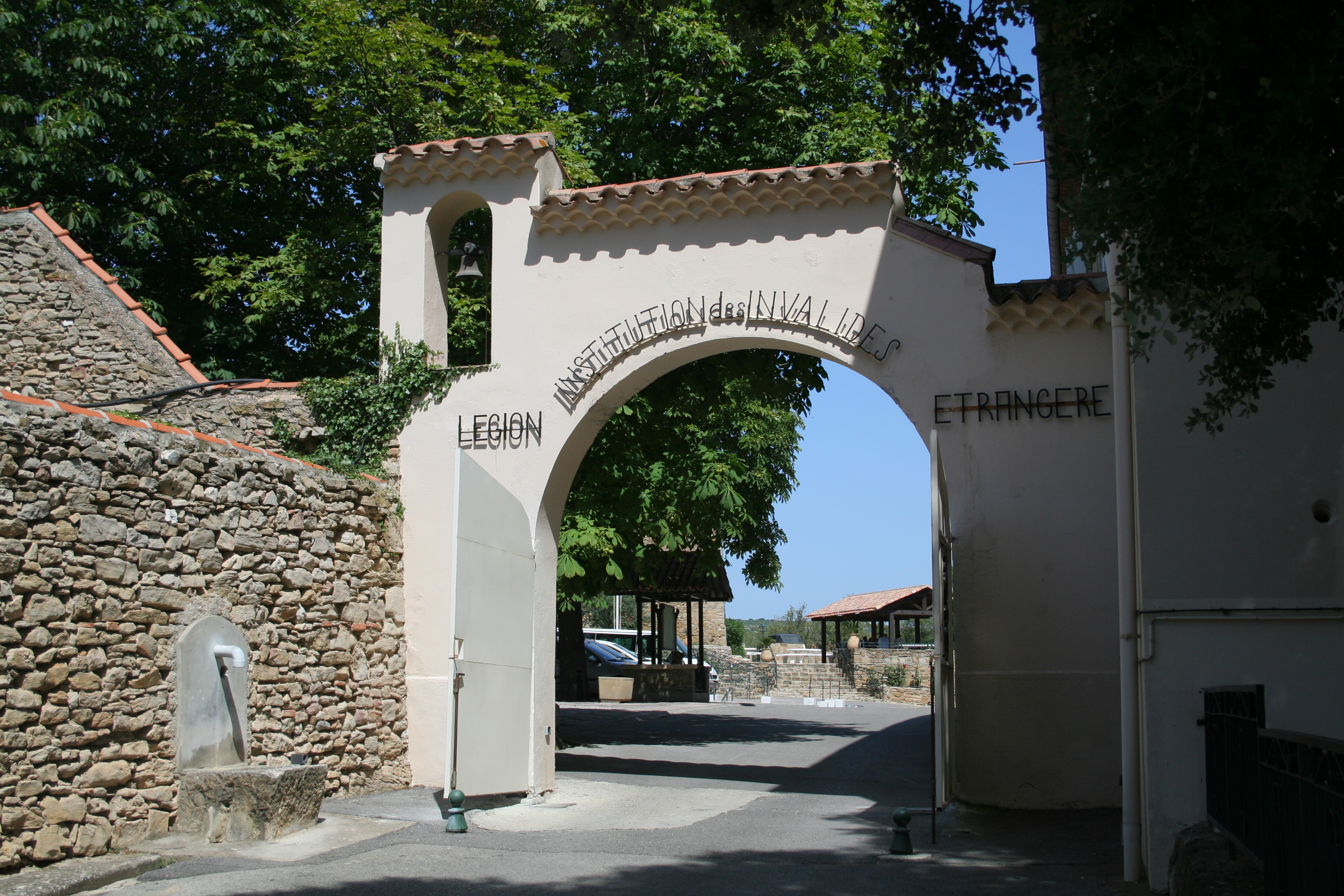
Entrée de l'Institution

Le domaine abrite également depuis 1990 le musée de l'uniforme légionnaire.
Il est situé sur les pentes sud de la Montagne Sainte-Victoire dans le sud de la France sur la commune de Puyloubier.

## Administration
Il dépend du Foyer d'entraide de la Légion étrangère, établissement public administratif créé en 2014.

## But
Ce centre fait suite aux œuvres du service Moral de la Légion fondées par le général Rollet, qui s'attachaient d'une part à fonder au sein des garnisons des foyers d'accueil pour les légionnaires blessés ou malades et d'autre part s'occupait du reclassement des soldats dans le milieu civil.
L'organisme a pour objet, "en particulier, d'assurer l'hébergement, l'habillement, le reclassement des légionnaires à leur libération et leur rééducation professionnelle dans les branches agricoles, forestières et artisanales".
Il existe des ateliers occupationnelles :
- reliure ;
- céramique ;
- imprimante 3D ;
- broderie[1].

## Histoire
Si la présence humaine est attestée sur les lieux depuis l'époque gallo-romaine, le château, cœur du domaine, a été reconstruit au XIXe siècle sur les bases d'une bastide datant des Xe et XIIe siècles.
Au début des années 1950, la guerre d'Indochine ayant laissé beaucoup de légionnaires meurtris dans leurs chairs, l'idée est avancée de créer un domaine pour accueillir ceux qui n'ont pas d'autre famille que le Légion étrangère.
Le 12 octobre 1953, René Pleven, ministre de la Défense (et légionnaire de 1re classe honoraire) et Pierre de Chevigné, secrétaire d'État à la guerre acquièrent le Domaine Le Général et en font don au Foyer de la Légion étrangère pour accueillir les légionnaires blessés, invalides ou malades, qui ne peuvent plus combattre.
La structure est inaugurée le 12 mai 1954 par le général Kœnig,.
En 1962, après le départ des unités d'Algérie (et de la maison mère à Sidi-bel-Abbès), les cercueils du général Rollet, du prince Aage de Danemark et du légionnaire de 1re classe Zimmermann (dernier légionnaire tué au combat en Algérie) sont rapatriés au cimetière de Puyloubier où un carré est dédié à la Légion étrangère.

## Carré militaire
En outre, le cimetière communal de Puyloubier abrite un carré militaire où reposent bon nombre d'anciens légionnaires, certains dans une crypte commune, d'autres dans des tombes. On peut citer parmi eux :
- le général Paul-Frédéric Rollet
- le général Olié
- le prince Aage de Danemark
- le colonel Jeanpierre
- le général René Morel
- le colonel Jacques Morin, premier chef de corps des unités para-légion
- le caporal-chef Siegfried Freytag
- l'adjudant-chef Struzyna

## Galerie

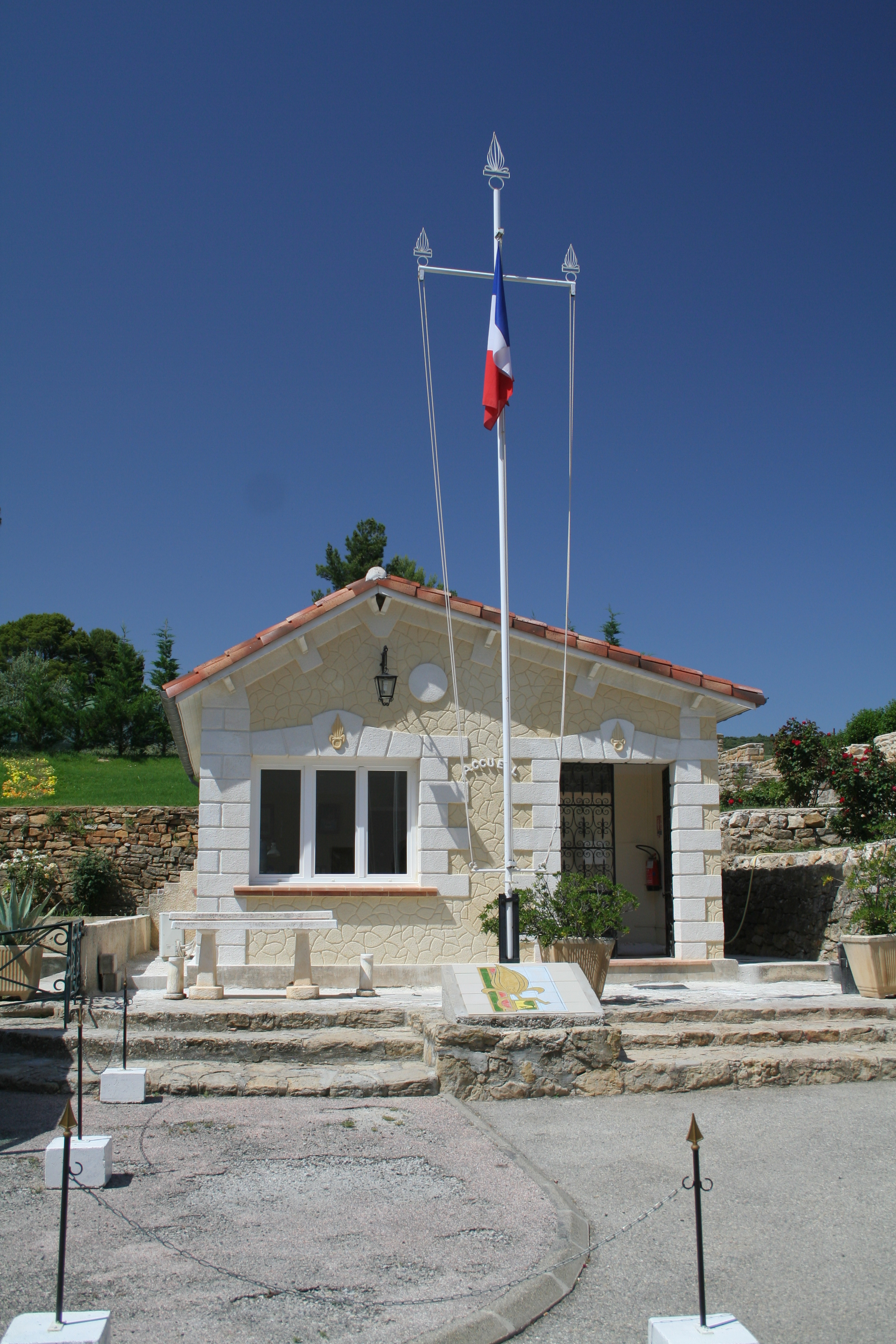
Accueil de l'Institution
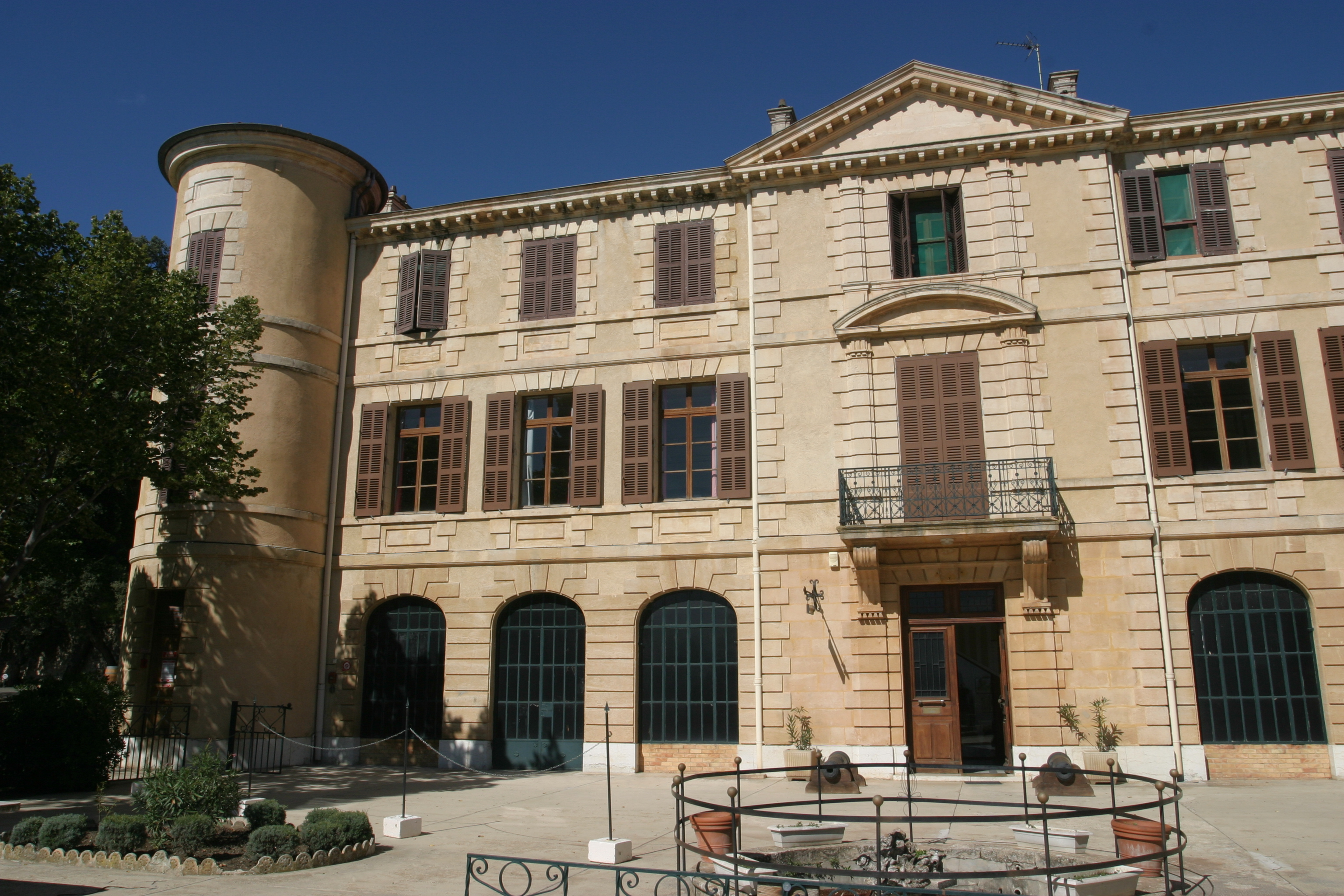
Le château
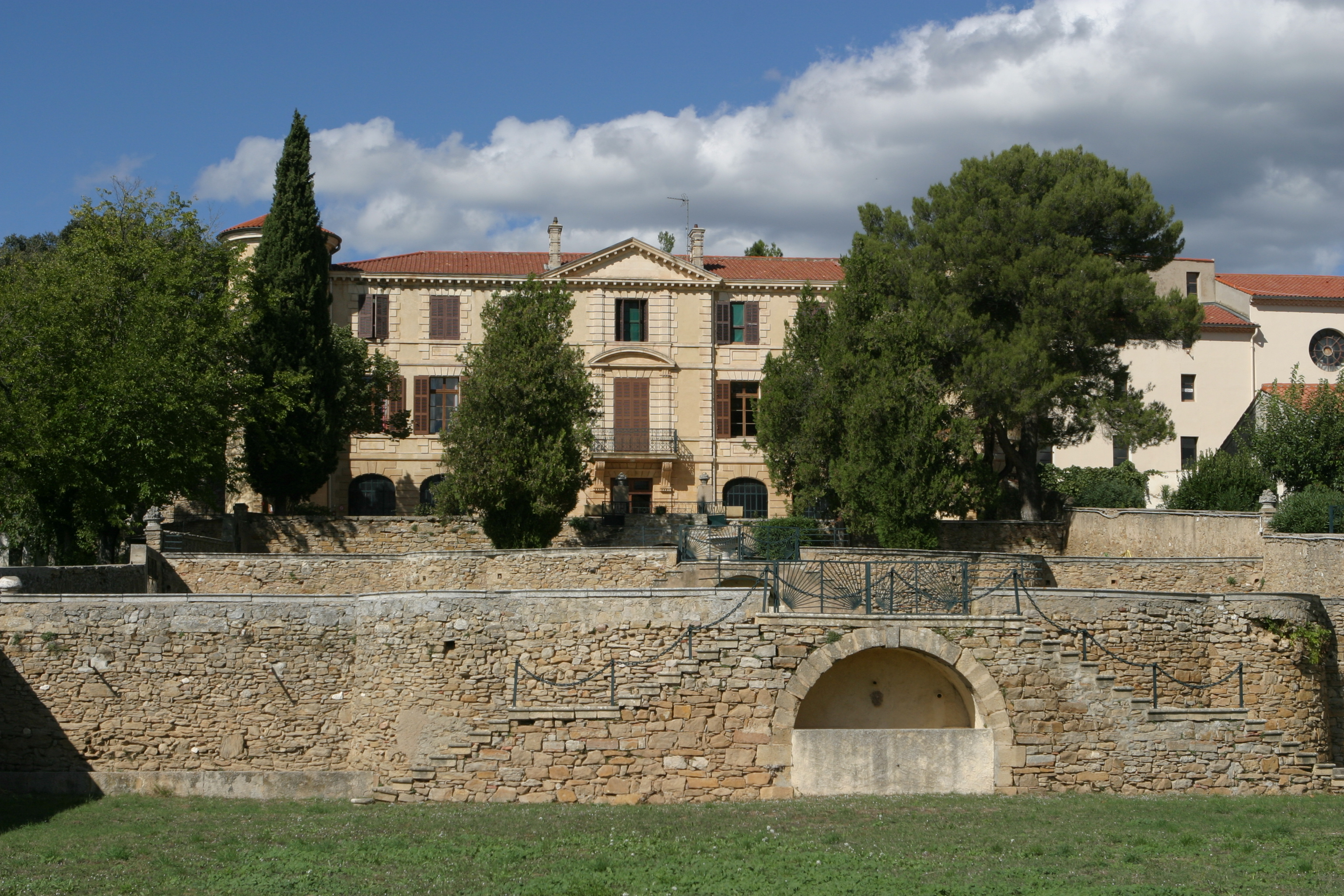
Le château
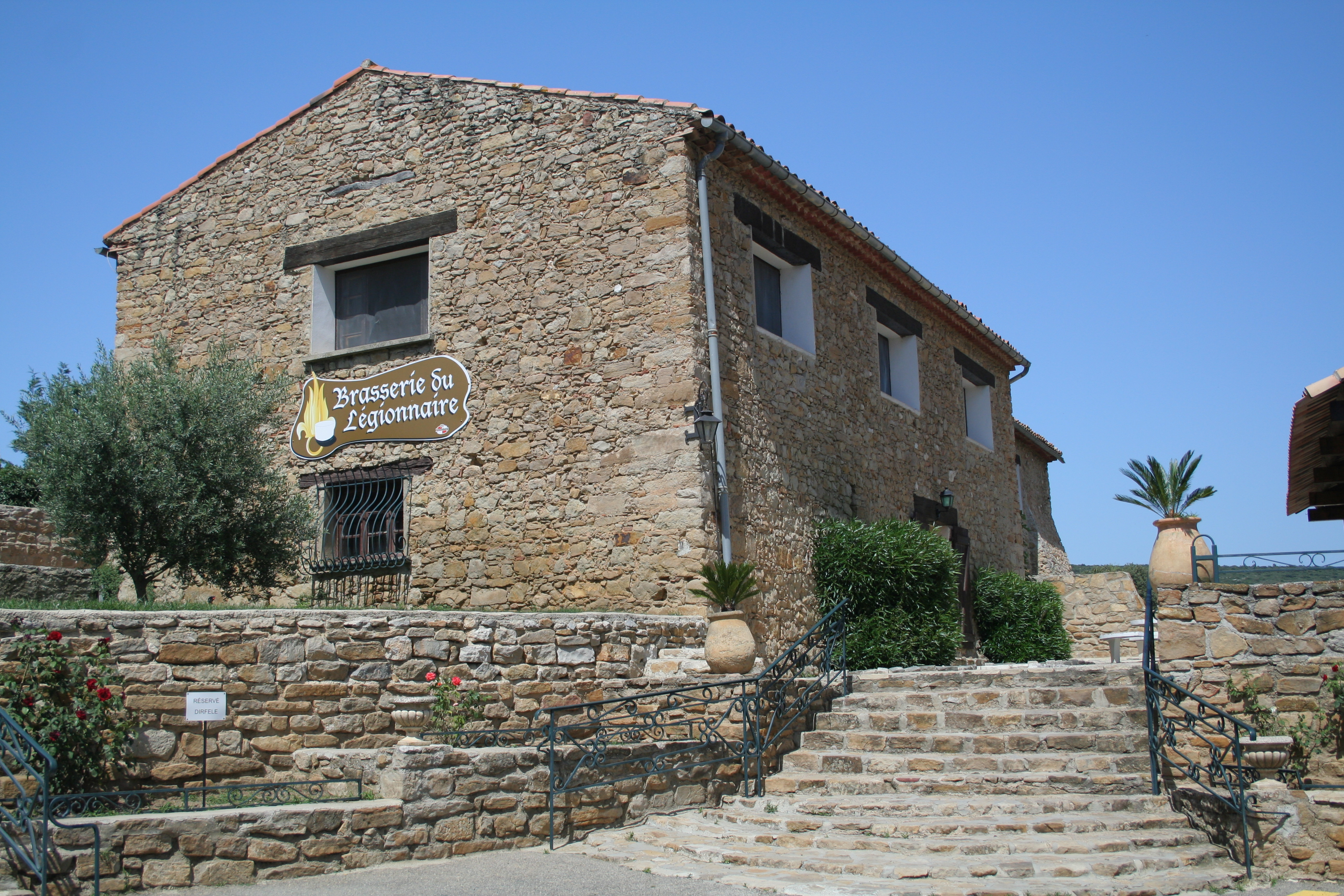
La "popote"
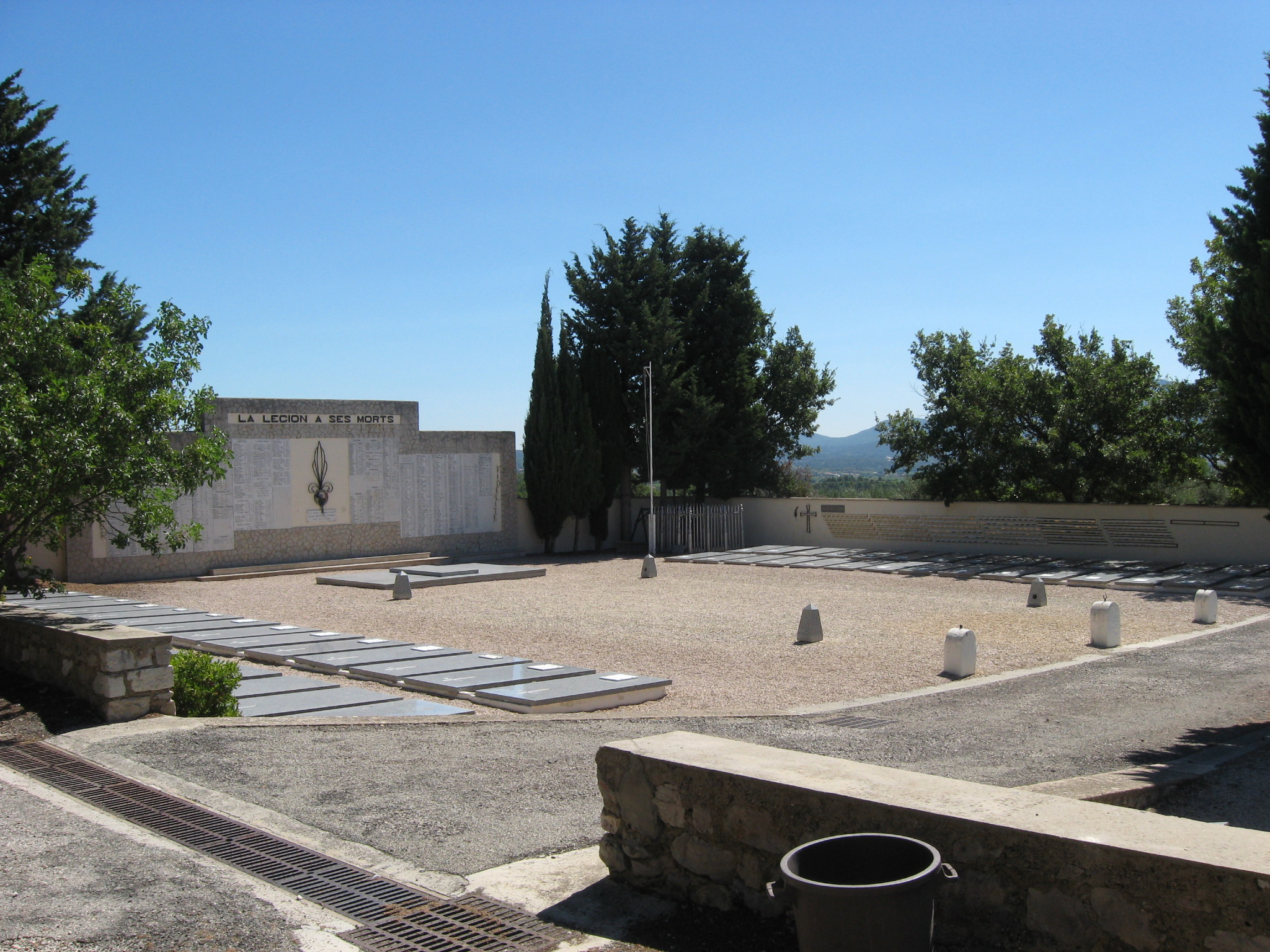
Carré militaire
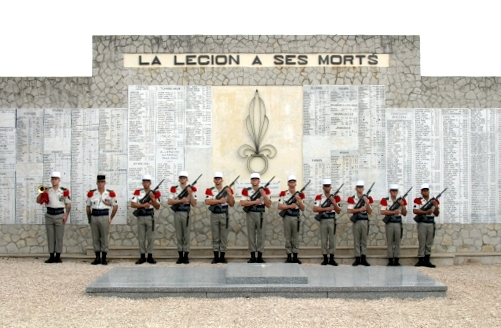
Carré militaire avec piquet d'honneurs

### Sources et bibliographie
- Brunon Jean Manue Georges, Le livre d'or de la Légion 1831-1955, éditions Charles Lavauzelle, 1958